# نيقولا جويل
نيقولا جويل (بالفرنسية: Nicolas Joel)‏ هو مخرج فرنسي، ولد في 6 فبراير 1953 في باريس في فرنسا.

## وصلات خارجية
- نيقولا جويل على موقع IMDb (الإنجليزية)
- نيقولا جويل على موقع قاعدة بيانات الفيلم (الإنجليزية)